# استفانو مارکتی (بازیکن فوتبال، زاده ۱۹۹۸)
استفانو مارکتی (انگلیسی: Stefano Marchetti؛ زادهٔ ۲۲ آوریل ۱۹۹۸) بازیکن فوتبال است.
از باشگاه‌هایی که در آن بازی کرده‌است می‌توان به باشگاه فوتبال آتالانتا اشاره کرد.